# Falko Götz
Falko Götz (Rodewisch, 26 marzo 1962) è un allenatore di calcio ed ex calciatore tedesco, di ruolo centrocampista o attaccante.
È stato uno dei pochi calciatori tedesco-orientali a fuggire in Germania Ovest senza subire conseguenze.

## Carriera

### Giocatore
Cominciò la carriera nella natìa Repubblica Democratica Tedesca giocando con Vorwärts e Dinamo – all'epoca entrambi club di Berlino Est – fino al 1983, anno della sua fuga in Occidente. Il 2 novembre, prima della partita di Coppa dei Campioni tra Partizan e Dinamo Berlino, Götz, insieme al suo compagno di squadra Dick Schlegel, decise di scappare verso l'Ovest: i due presero un taxi a Belgrado, che li portò all'ambasciata tedesco-occidentale della capitale jugoslava, e poi un treno con cui giunsero a Monaco di Baviera.
Sia Götz che Schlegel furono subito dopo ingaggiati dal Bayer Leverkusen, ma la fuga costò ai due calciatori un anno di squalifica, comminato dalla FIFA. Götz debuttò con la formazione di Leverkusen nel novembre 1984, e tra le sue file vinse poi la Coppa UEFA 1987-1988. Nello stesso anno fu acquistato dal Colonia, club in cui militerà fino al 1992, dopo aver vinto la classifica dei cannonieri della Coppa UEFA 1989-1990 (a pari merito con Riedle). Giocherà poi per Galatasaray (1992-1994), Saarbrücken (1994-1995) e terminerà la carriera nell'Hertha Berlino (1996-1997), compagine per cui aveva sempre tifato.

### Allenatore
Dopo essersi ritirato dall'attività agonistica, Götz allenò la squadra riserve dell'Hertha Berlino fino al 2000, per poi assumere, per un breve periodo, le redini della prima squadra nel 2002. Tra il 2003 e il 2004 allenò il Monaco 1860, e dal 2004 al 10 aprile 2007 ancora l'Hertha Berlino, da cui fu esonerato. Nel biennio 2008-2009 sedette poi sulla panchina dell'Holstein Kiel. Nel maggio 2011 venne scelto per guidare la Nazionale del Vietnam, incarico da cui sarà sollevato alla fine dell'anno. Nell'aprile 2013 diventa il tecnico dell'Erzgebirge Aue.

## Palmarès

### Giocatore

#### Club

##### Competizioni nazionali
- Campionato tedesco orientale: 3

Dinamo Berlino: 1980-1981, 1981-1982, 1982-1983
- Campionato turco: 2

Galatasaray: 1992-1993, 1993-1994
- Coppa di Turchia: 1

Galatasaray: 1992-1993
- Coppa del Presidente: 1

Galatasaray: 1993
- TSYD Cup: 1

Galatasaray: 1992-1993

##### Competizioni internazionali
- Coppa UEFA: 1

Bayer Leverkusen: 1987-1988

#### Individuale
- Capocannoniere della Coppa UEFA: 1

1989-1990 (6 gol, ex aequo con Karl-Heinz Riedle)

### Allenatore
- Fußball-Regionalliga: 1

Holstein Kiel: 2008-2009 (girone nord)